# Prototrofia
Prototrofia è un termine di ambito biologico che si riferisce alla capacità di un microrganismo (in particolare ceppi batterici e lieviti) di sintetizzare autonomamente i nutrienti necessari alla propria crescita, impiegando solo piccole quantità di vitamine e glucosio. Un organismo prototrofo possiede nel proprio DNA geni attivi per la produzione di tutti i metaboliti necessari alla propria sopravvivenza.
Questa condizione è il contrario dell'auxotrofia.